# 김린 (방송인)
김린(金隣, 본명: 린 루이즈 킴(영어: Lynne Louise Kim, 혼전 성씨: 도플러(Doerfler)), 1948년 7월 27일 ~ )은 대한민국의 방송인 겸 대학 교수이자 수필가이다.

## 악력
미국에서 오스트리아계 미국인 중산층 가정의 딸로 태어났으며 위스콘신주 애플턴 고등학교, 로런스 대학교 불문학과를 졸업했다. 사우던캘리포니아 대학교 대학원에서 교육학과 석사 학위를 취득했고 위스콘신주 애플턴 고등학교에서 프랑스어 교사로 근무했다.
1972년에 대한민국으로 이주하면서부터 영어 잡지 편집자로 근무했다. 1975년에 한국인 남편 김종문과 결혼하여 대한민국 시민권을 취득했고 4남 1녀를 두었다. 2000년에는 선문대학교 교양어학부 교수로 임용되었으며 2004년에는 선문대학교 교류협력처장으로 임명되었다.

## 출연작

### TV 드라마
- 1994년 KBS1 다큐멘터리 극장 《파란 눈의 영부인》 … 프란체스카 도너 역
- 1994년 MBC 일요아침드라마 《짝》
- 1995년 KBS1 단막극 《인간극장 - 눈뜨고 꿈꾸는 여자》
- 1995년 KBS2 일요아침드라마 《개성시대》
- 1996년 SBS 월화드라마《연어가 돌아올 때》
- 1997년 MBC 일일연속극 《욕망》
- 1997년 SBS 특집시트콤 《미스 & 미스터》
- 1997년 MBC 청춘시트콤 《남자 셋 여자 셋》
- 1997년 SBS 주간시트콤 《LA아리랑》
- 1998년 SBS 주말특별기획드라마 《삼김시대》 … 프란체스카 돈너 역
- 1998년 KBS2 일요시트콤 《세바구니의 행복》
- 1998년 MBC 주간 코미디 드라마 《여자 대 여자》 … 정희자 역
- 1998년 SBS 일일연속극 《7인의 신부》
- 1998년 KBS2 화요드라마 《싱싱 손자병법》
- 1999년 MBC 청춘시트콤 《점프》 … 린 케네디 게일 역
- 2001년 KBS2 특별기획드라마 《명성황후》 … 이사벨라 비숍 역
- 2002년 SBS 대하드라마 《야인시대》 ... 프란체스카 도너 역

## 방송
- EBS : 영어회화
- MBC FM : 60분 영어강사
- KBS2 : TV는 사랑을 싣고
- KBS2 : 혼자서도 잘해요
- KBS1 : 지구촌 파노라마의 초대 앵커

## 저서
- 《눈뜨고 꿈꾸는 여자》 (명경, 1995년)
- 《HELLO 베이비 HI 맘 - 김린, 서현주의 자신만만 유아영어》 (한울림, 2000년)
- 《Itsy Bitsy Interval 1, 2, 3》 (영어와사람들, 2005년)
- 《김린의 All in one - 생활 영어편 1, 2, 3, 4, 5》 (영어와사람들, 2005년)

## 광고
- 롯데제과 카스타드
- 삼진제약 게보린
- 삼성당 키드 잉글리쉬

## 기타경력
- 미국 피 베타 카파(Phi Betta Kappa) 회원으로 선출
- 애플턴(Appleton) 고등학교 불어교사
- 영어 월간지(The Way of the World) 편집
- 영어회화 교과서 저술 및 제작에 참여
- 각종국제학술대회 영어MC와 영어와 불어-영어와 한국어 동시통역
- 유니버셜발레단 국제부장
- 세계번역가연맹 한국번역가 협회 정회원

## 같이 보기
- 하일(로버트 할리)
- 이참(베른하르트 크반트)
- 박노자(블라디미르 티호노프)
- 이다 도시
- 제프리 존스
- 모모세 다다시
- 티모시
- 강호동
- 홍석천
- 박수림
- 조형기